# إيمانويل تيزورو
إيمانويل تيزورو الحائز على وسام القديسين موريس ولعازر، (28 يناير 1592 - 26 فبراير 1675) كان فيلسوفًا إيطاليًا وخطيبًا ومنظرًا أدبيًا وكاتبًا مسرحيًا وشاعرًا على نمط مارينو ومؤرخًا.
يُذكر تيزورو أساسًا لعمله البارز إيل كانوكياله أرستوتليكو (التلسكوب الأرسطي)، وهو أول وأهم أطروحة مكتوبة عن الاستعارة والخيال في بدايات أوروبا الحديثة. ويُطلق على عمل تيزورو إيل كانوكياله أرستوتليكو لقب «أحد أهم بيانات الشعر في أوروبا القرن السابع عشر»، و«علامة فارقة في تاريخ الجماليات». في كتاب أومبرتو إكو جزيرة اليوم السابق تبنى نظريات تيزورو بوعي ذاتي، من خلال شخصية بادري إيمانويل وآلته المجازية.

## حياته
وُلد إيمانول تيزورو في تورينو في 28 يناير عام 1592، وهو ابن لعائلة نبيلة وثرية. كان والده أليساندرو دبلوماسيًا وشاعرًا وشخصية سياسية مشهورة، ومؤلف القصيدة التعليمية لا سيريديه (1585). في سن التاسعة عشرة دخل تيزورو الرهبنة اليسوعية. وبعد حصوله على الدرجة الأولى بدأ بتدريس فن الخطابة، أولًا في كلية بريرا في ميلانو ثم في كريمونا.
خلال هذا الوقت، كتب تيزورو أعماله الأدبية الأولى: قصائد الإيبجراما التي نُشرت بعد وفاته، بالإضافة إلى مسرحيته الأولى هيرمنجيلدوس. وفي عام 1619 نشر كتابه شديد التأثير قيصر، وهو مجموعة من المرثيات والأبيات اللاتينية عن الأباطرة الرومان من يوليوس قيصر إلى دوميتيان وقصائد أخرى مختلفة، أعيد طبعها في أكسفورد عام 1637، ومرة أخرى في لندن عام 1651. 
في عام 1622 بدأ تيزورو دراساته اللاهوتية في نابولي. وفي العام التالي انتقل إلى ميلانو لإكمال دراسته. وفي عام 1624 أثناء إقامته في ميلانو حصل على إذن ليصبح داعية، وبقي بعد ذلك في تلك المدينة حتى عام 1630.
وهي الفترة التي كتب فيها المدائح المقدسة، بما في ذلك المديح الأكثر شهرة جوديتشو (1625)، والعمل المعنون إيديه ديله بيرفيتيه إيمبريسيه، والذي لم ينشر حتى عام 1975. وكان من الممكن إعادة استيعاب مواضيع هذا العمل وأهدافه في المشروع الأكثر شمولًا كانوكياله أرستوتليكو المؤثر.
في عام 1626 انتقل تيزورو إلى محكمة سافوي في تورين وأصبح داعيةً للدوقة كريستين. كما قام بمهام دبلوماسية بين لومبارديا وبيمنتة (بيدمونت). وبسبب التناقضات السياسية ترك تيزورو اليسوعيين في عام 1634، على الرغم من أنه ظل كاهنًا دنيويًا. وبعد ترك الرهبنة اليسوعية تبع تيزورو شقيق الدوق توماس فرانسيس أمير كارينانو كمؤرخ للبلاط خلال حملته الفلمنكية والحرب الأهلية في بيدمونت. وفي هذه الفترة كتب تاريخ حصار سان أومير (سانت أوميرو أسيدياتو)، كما كتب كامبيجامينتيه، أوفيرو إستوريا ديل بيمونتيه، والذي نُشر لأول مرة بين عامي 1640 و1643.
في عام 1642 عاد إيمانويل إلى تورين، حيث حاز لقب فارس الصليب الكبير من رتبة القديسين موريس ولعازر ومرشد أمراء كارينانو. وقد دّرس لاحقًا ملك سردينيا المستقبلي فيتوريو أميديو الثاني. وفي عام 1653 استأنف نشاطه كداعية. وفي عام 1654 نشر تحفته الفنية كانوكياله أرستوتليكو. وبعد ذلك بعامين جرى تكليفه من قبل بلدية تورين لكتابة تاريخ المدينة. ومن عام 1669 حتى عام 1674 أشرف تيزورو على نشر مجلدات مختلفة من الأعمال الكاملة، بما في ذلك نسخته المنقحة من كانوكياله (1670). وتوفي في تورين عام 1675.
كان تيزورو مؤلفًا غزير الإنتاج: كتب المآسي والقصائد المقدسة والأعمال التاريخية، بما في ذلك ديل رينيو ديتاليا سوتو إي باربري (من مملكة إيطاليا تحت حكم البرابرة، 1663-1664)، والأعمال الفلسفية مثل لا فيلوسوفيا موراليه (1670) التي حازت انتشارًا واسعًا وتقديرًا. نشر لتيزورو من فيلوسوفيا موراليه سبعة وعشرين إصدارًا على مدار القرن التالي وترجمات في جميع اللغات الأوروبية الرئيسية، بما في ذلك الفرنسية والألمانية والإسبانية واليونانية والروسية والأرمنية وكذلك اللاتينية (تاريخ كامبريدج للقرن السابع عشر الفلسفة، 1282).

## إيل كانوكياله أرستوتليكو
شكّل كانوكياله أرستوتليكو لتيزورو، بجانب كتابات بالتاسار جراثيان، النظرية الأكثر طموحًا وشمولية لفن الباروك. وصاغ تيزورو الكثير من كتابه كانوكياله قبل وقت طويل من تاريخ النشر، ربما خلال الوقت الذي أمضاه في تدريس الخطابة في ميلانو في عشرينيات القرن السادس عشر.
مباشرة من العنوان إيل كانوكياله أرستوتليكو (التلسكوب الأرسطي)، يهدف عمل تيزورو إلى إحداث ثورة في الخطابة والشعر بطريقة مشابهة لما فعله غاليليو في علم الفلك. وتعبير «التلسكوب الأرسطي» هو تناقض ظاهري إذ يجمع بين فكرتين متعارضتين: التلسكوب «أحد أهم الاختراعات العلمية من بداية القرن السابع عشر»، وأرسطو الشخص «الذي رأى فيه العلم الحديث أكبر خصم له». 
أثناء وضعه أعمال أرسطو كنموذج، حاول تيزورو لأول مرة تحديث الخطاب الكلاسيكي إلى النمط الجديد للأدب الباروكي. وحاول إضفاء الشرعية على أسلوب الباروك «اللوذعاني» من خلال الدفاع عن نسبه الأرسطي. واستشهد تيزورو بأرسطو لأغراضه الخاصة، وجعل الفيلسوف يقول أشياء لم يقلها في الحقيقة.
بالنسبة إلى تيزورو كما بالنسبة لجراثيان في إسبانيا، فإن أهم صفة لأي شاعر هي الفطنة (ingegno) والتي يمكن وصفها بأنها القدرة على خلق الاستعارات. يرى تيزورو أنه على عكس intelletto (الفكر)، أو القدرة على البحث عن الحقيقة المنطقية، فإن الفطنة هي ملكة «ربط المفاهيم البعيدة والمنفصلة للأشياء المقترحة معًا»، وبالتالي فهي تتوافق تمامًا مع «وظيفة الاستعارة ذاتها»، من «التعبير عن مفهوم عن طريق مفهوم آخر مختلف تمامًا»، و«العثور على تشابه في أشياء مختلفة». 
الأداة الرئيسية للفطنة هي الاستعارة وتستطيع تحقيق الدهشة والجدّة من خلال التمثيل المنطقي. وعرّف تيزورو الاستعارة على أنها «مادريه دي توتيه لي أرغوتيتزيه» [أم كل الفطن]، وهدفها الرئيسي هو توليد «الدهشة لدى القارئ»، وكذلك التغلغل عبر تنوع الخلق. ويحدد تيزورو ثلاثة أنواع من الاستعارة: الاستعارة البسيطة، والفرضية الميتافيزيقية (أو التمثيل الأدبي)، والجدلية الميتافيزيقية. وتتوافق هذه الأنواع مع العمليات الثلاث للعقل: التخوف، والحكم، والاستدلال القياسي. يستقبل العقل صور الموضوع ويجمعها لتشكيل افتراضات من أجل صياغة استنتاج من خلال التفكير المنطقي. وجمع تيزورو بين الاستعارة البسيطة والرموز لاقتراح ثمانية أنواع أخرى: التشابه (simiglianza)، والكناية أو المجاز المرسل (attributione)، والتورية equivoco))، والوصف المؤثر (hipotiposi)، والمبالغة (hiperboli)، والإيجاز (laconismo)، والتضاد أو الطباق (oppositione)، والتحايل (decettione). والاستعارة هي أكثر الأنواع حدة. والغرض منها يتخطى الزركشة اللغوية؛ لأنها لا تبقى على السطح النحوي للكلمات بل تخترق وتستكشف أكثر المفاهيم تجريدية، حتى أنه بالإمكان دمجها، لتحول الكلمات إلى مفاهيم.
على عكس المصطلح الإسباني agudeza، الذي ينتمي فقط إلى الخطاب الأدبي أو السياسي، فإن الفطنة وفقًا لتيزورو لا تقتصر على اللغة فقط. إلى جانب agudeza اللغوية، توجد أيضًا agudeza رمزية في الفنون المختلفة مثل الرسم والنحت والشعارات والعمارة والتمثيل الإيمائي والدراما والرقص. تشترك جميع الفنون في صفة الفطنة هذه، حيث تؤدى بعض الفنون من خلال الكلمات والبعض الآخر عن طريق الرموز.